# 田畑政一郎
田畑 政一郎（たばた まさいちろう、1924年2月15日 - 1994年5月21日）は、日本の政治家、日本社会党元衆議院議員（2期）。

## 経歴
福井県出身。旧制北陸中卒。国鉄に入り、福井県労働組合評議会事務局長、福井県議を経て、1958年の総選挙から1963年の総選挙まで3回連続福井全県区から日本社会党公認で立候補したが落選。この間1962年の第6回参議院議員通常選挙で福井県地方区から日本社会党公認で立候補して落選。1976年の第34回衆議院議員総選挙で福井全県区から立候補して初当選する。連続2期当選し、1980年の第36回衆議院議員総選挙で落選。1983年の第37回衆議院議員総選挙で再び立候補したが落選。政界を引退した。1994年死去。